# Emmanuel van Ruitenbeek
Emmanuel van Ruitenbeek (* 21. März 1987 in Cebu City, Philippinen) ist ein ehemaliger niederländischer Radrennfahrer.

## Sportliche Laufbahn
Van Ruitenbeek begann seine internationale Karriere 2007 bei dem niederländischen Continental Team Van Vliet-EBH Advocaten. In seinem ersten Jahr dort wurde er Etappenzweiter auf dem achten Teilstück der Olympia’s Tour und niederländischer Universitätsmeister im Straßenrennen. In der Saison 2008 wurde niederländischer Meister im Einzelzeitfahren der U23-Klasse und Elitemeister im Mannschaftszeitfahren. Im selben Jahr feierte er als Etappensieger der eine Etappe Tour de Hokkaidō, bei der er außerdem Gesamtdritter wurde, den einzigen internationalen Erfolg seiner Laufbahn.
Emmanuel van Ruitenbeeks Bruder Malaya war ebenfalls Radrennfahrer.

## Erfolge
2007
- Niederländischer Universitäts-Meister – Straßenrennen

2008
- Niederländischer Meister – Einzelzeitfahren (U23)
- eine Etappe Tour de Hokkaidō
- Niederländischer Meister – Mannschaftszeitfahren